# Lissonota qilianica
Lissonota qilianica är en stekelart som beskrevs av Mao-Ling Sheng 2006. Lissonota qilianica ingår i släktet Lissonota och familjen brokparasitsteklar. Inga underarter finns listade i Catalogue of Life.